# Heleen Hage
Heleen Jacoba Hage (Sint-Maartensdijk, 13 oktober 1958) is een Nederlands voormalig wielrenster. In 1984 werd ze tweede in de Ronde van Frankrijk voor vrouwen.
Hage stond in de schaduw van haar veel bekendere zus Keetie en ook, in mindere mate, in die van zus Bella, maar in tegenstelling tot Keetie en Bella kon Heleen goed klimmen. Ze kon goed meekomen in de Grande Boucle Féminine Internationale, de Ronde van Frankrijk voor vrouwen, die nog niet bestond in de tijd van Keetie en Bella (ca. 10 jaar eerder) en wist in 1984 tweede in het eindklassement te worden. Daarnaast won ze in totaal vier etappes in de koers. In 1986 was ze Nederlands kampioen bij de Elite, in 1987 werd ze tweede op het wereldkampioenschap.
Hage deed namens Nederland mee aan de Olympische Spelen van 1988 in Seoul, aan de individuele wegwedstrijd. Ze eindigde als 19e.
Heleen is de jongste van de vier wielrennende zussen (Bella is de oudste, Keetie de tweede en Ciska de derde) en tante van Jan van Velzen, eveneens voormalig wielrenner, zoon van Ciska.

## Overwinningen
1984
- Chrono van Vaals
- 4e etappe Grande Boucle Féminine Internationale
- 13 etappe Grande Boucle Féminine Internationale
- 15e etappe Grande Boucle Féminine Internationale

1985
- 2e etappe Grande Boucle Féminine Internationale
- Criterium van Sint-Maartensdijk

1986
- Nederlands kampioene op de weg, Elite

1987
- Criterium van Soest

1988
- Hel van het Mergelland

## Grote rondes
| Jaar | Ronde van Italië | Ronde van Frankrijk | Ronde van Spanje |
| ---- | ---------------- | ------------------- | ---------------- |
| 1984 |                  | ↑                   |                  |
| 1985 |                  | 10e                 |                  |